# Букова ділянка (пам'ятка природи)
Букова ділянка — ботанічна пам'ятка природи місцевого значення в Україні. Розташована в межах Глибоцького району Чернівецької області, на північний схід від села Турятка. 
Площа 3,2 га. Статус присвоєно згідно з рішенням 17-ї сесії обласної ради ХХІІІ скликання від 20.12.2001 року № 171-17/01. Перебуває у віданні ДП «Чернівецький лісгосп» (Турятське лісництво, кв. 1, вид. 7). 
Статус присвоєно для збереження частини лісового масиву з цінними буковими насадженнями. Зростають дерева віком від 120 до 260 років.